# Сиджвик, Генри
Генри Сиджвик (англ. Henry Sidgwick; 31 мая, 1838, Скиптон, Йоркшир — 28 августа, 1900, Кембридж) — английский философ и экономист.

## Биография
Получил образование в Кембридже. С 1883 года профессор моральной философии Кембриджского университета. Основатель Общества психических исследований. Развивал женское образование, основал Ньюнэм-колледж.
В философии и экономике был сторонником утилитаризма и одним из самых влиятельных этических философов викторианской эпохи. Своей целью он видел ответ на вопрос: «Способна ли этика предложить такую концепцию морали, которую смог бы принять каждый мыслящий индивид?». Он выдвигает три вида конечных оснований действий индивида: 1) счастье или удовольствие (под «удовольствием» Г. Сиджвик понимает то чувство, которое испытывает индивид, когда получает то, что, по крайней мере, принимается им за желаемое или (в случае сравнения) за предпочтительное), 2) совершенство и 3) долг. Эти различные основания, в свою очередь, определяют три основных этических метода: интуитивизм, эгоистический гедонизм и утилитаризм (универсальный гедонизм). Наибольшее развитие в современных обществах получил, по его мнению, эгоистический гедонизм, который опирается только на личное счастье.
Выделял несколько источников счастья: «здоровье, богатство, дружба и семейные связи, известность и социальное положение, власть, интересное и благоприятное окружение и развлечения, в том числе удовлетворение любви к знаниям».
Он отмечал, что одним из важных источников счастья в современном обществе признается богатство: большинство членов общества именно на получении его концентрируют свое внимание, жертвуя своим здоровьем, отказываясь от многих других. Но вместе с тем, Сиджвик, отмечая существующее положение дел, полагал, что эгоистический гедонизм не может стать методом для построения этической системы, которую бы приняли все (такой системой ему видится «утилитаризм», понимаемый им как «универсальный гедонизм»).
Брат Мэри Бенсон, супруги Э. У. Бенсона.

## Основные труды
- The Methods of Ethics, London 1874
- Principles of Political Economy, 1883
- The Scope and Method of Economic Science, 1885.
- Elements of Politics, 1891
- The Development of European Polity, 1903.